# Klimaklassifikation

Weltkarte der effektiven Klimaklassifikation nach Köppen und Geiger

Eine Klimaklassifikation ist die Festlegung bestimmter Klimatypen („feucht-gemäßigtes Jahreszeitenklima“, „trocken-heißes Subtropenklima“, „immerfeuchtes tropisches Tageszeitenklima“ usw.) nach ähnlichen Klimaelementen (Lufttemperaturen, Niederschläge, Windverhältnisse, Frost, Sonneneinstrahlung u. ä.), um damit die Erdoberfläche in verschiedene Klimaregionen oder -gebiete mit vergleichbarem Klima (und damit ähnlichen Wachstums- und Lebensbedingungen für Pflanzen, Tiere und Menschen) einzuteilen. Die dazu festgelegten Größen werden auch Klimaschlüssel genannt.
Eine erste Einteilung der Erde orientiert sich häufig am weltumspannenden Modell der (solaren oder thermischen) Klimazonen. Die weitere Untergliederung wird entweder ursächlich aus den großklimatischen Systemen der Atmosphäre abgeleitet (Genetische Klassifikation) oder aus konkreten Klimadaten und Wirkungen des Klimas am Boden (Effektive Klassifikation). Werden beide Methoden kombiniert, handelt es sich um eine  Integrative Klassifikation.
Die grundlegende Zielsetzung der Klimaklassifikation lautet: „So wenige Typen und Regionen wie möglich, aber so viele wie nötig“. Welche Gewichtung letztendlich sinnvoll ist, hängt von der Verwendung ab. Für physikalische Fragestellungen oder zur Bildung eines ersten Verständnisses der Thematik eignen sich Modelle mit sehr wenigen Regionen: Für den Schulunterricht (5./6. Klasse) sind etwa die fünf „Temperaturzonen“ der ersten Gliederungsebene des effektiven (bzw. integrativen) „Baukastensystems“ nach Siegmund & Frankenberg ausreichend und für höhere Schulklassen zum Beispiel der genetische Entwurf von Ernst Neef mit 15 Klimatypen. Ökologen und Klimatologen ziehen eher den „klassischen“ effektiven Entwurf von Troll & Paffen mit 36 oder die ökophysiologische Klassifikation von Lauer, Rafiqpoor und Frankenberg mit 72 Klimaregionen zu Rate. Terjung & Loui bieten eine genetisch-dynamische Arbeit an, die nur den Energie In- und Output betrachtet und damit 62 Klimate differenziert. Der bereits genannte Entwurf von Siegmund & Frankenberg sticht durch klare Vorgaben und Quantifizierungen ohne Bezug auf schnell veränderliche atmosphärische Größen einerseits und auf die Vegetation andererseits hervor und ist (im vierten Gliederungsschritt) mit 68 Klimatypen eine detailreiche Arbeit, die ausschließlich auf den grundlegenden Klimaelementen Temperatur, Niederschlag und potenzieller Landschaftsverdunstung basiert. Dennoch hat sich bei sehr vielen Anwendungen die ebenso klar gegliederte und wohl bekanntesten Klimaklassifikation nach Köppen & Geiger (in etlichen moderneren Varianten) durchgesetzt, obwohl sie mit nur 30 Klimatypen und der Reduktion auf Temperatur- und Niederschlagsdaten bereits etliche Unzulänglichkeiten aufweist.

## Definition
„Klimaklassifikationen geben das vielschichtige Ineinander der Klimaelemente und Klimafaktoren sowie deren Wirkungen auf die Erdoberfläche in Klimatypen wieder, die ihrerseits als Klimagürtel, Klimazonen, Klimagebiete usw. ihren kartographischen Niederschlag finden.“

Klimaklassifikationen dienen der Einteilung der Erde nach meteorologischen und klimatologischen Gesichtspunkten auf regionaler Maßstabsebene. Vergleicht man die klimatischen Bedingungen verschiedener Gebiete der Erde und fasst die Daten zu ähnlichen Kombinationen zusammen, spricht man von einem Klimatyp. Die Klassifikationen werden in Klimakarten dargestellt, die allerdings zwangsläufig ein hohes Maß an Vereinfachung und Vergröberung aufweisen. Darüber hinaus gibt es eine große Anzahl unterschiedlicher Benennungen oder identischer Ausdrücke mit voneinander abweichenden Definitionen, da es kein einheitliches System zur Kennzeichnung von Klimatypen gibt; die Datengrundlagen sind zum Teil veraltet beziehungsweise lückenhaft; und die Abgrenzungen zwischen den Klimazonen und -regionen führen aufgrund unterschiedlicher oder unklarer Festlegungen von Grenz-, Schwellen- und Andauerwerten der Temperaturen und Niederschläge zu großen Abweichungen zwischen verschiedenen Modellen. Diese Nachteile erschweren den Vergleich der Modelle und schaffen Unsicherheiten bei der Anwendung auf konkrete Räume.

## Klassifikationen nach räumlichen Kriterien

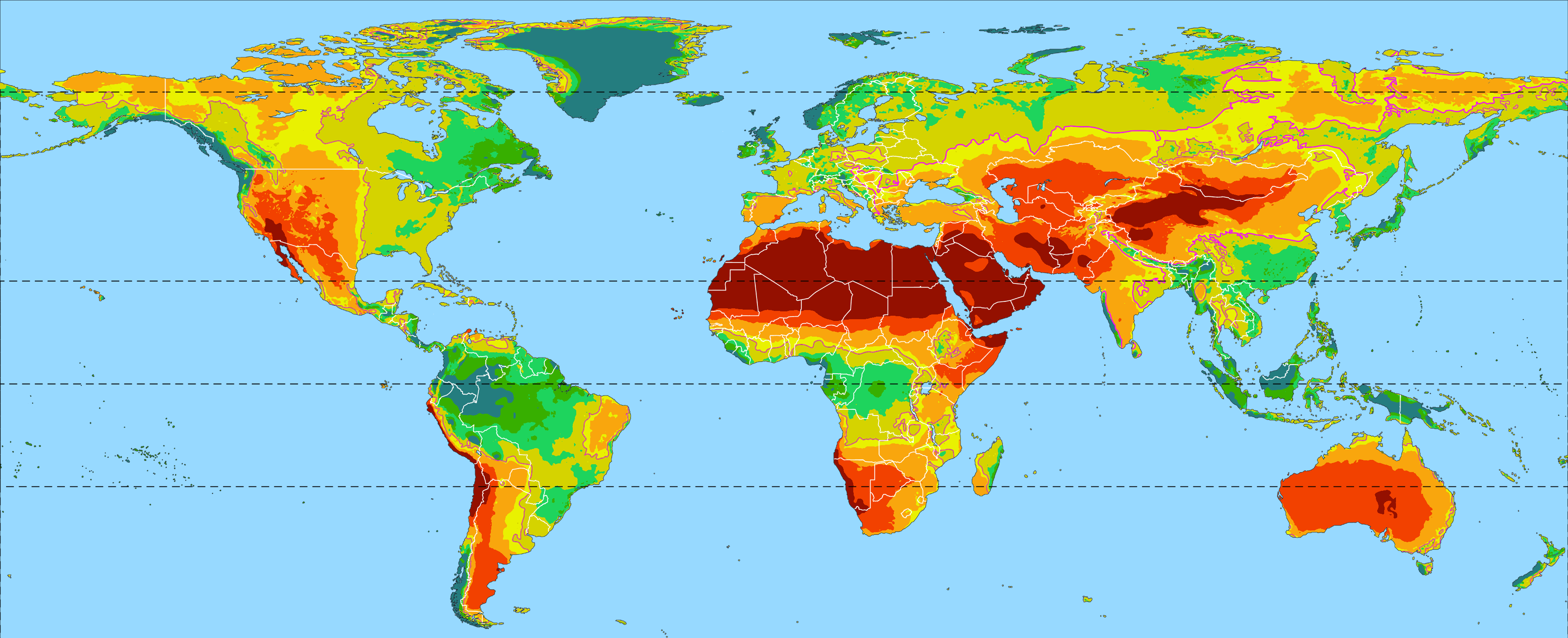
Klimate der Erde nach Humidität/Aridität
(Klassifizierung der UNEP-Ariditäts/Humiditätsindizes)
extrem trocken
sehr trocken
trocken
eher trocken
– Grenze arid / humid
eher feucht
feucht
sehr feucht
extrem feucht

Es gibt keine einheitlichen, allgemeingültigen Klassifikationskriterien:
- Der gröbste Ansatz der Klassifikation ist die Untergliederung der Erde in (solare oder thermische) Klimagürtel respektive Klimazonen, die sich aus den unterschiedlichen Strahlungs- oder Wärmebilanzen je nach geographischer Breite ergeben. Sie umspannen die gesamte Erde gürtelförmig (zonal), vom Äquator – wo die Sonneneinstrahlung in der Summe am stärksten und die Jahresdurchschnittstemperatur am höchsten ist – (Tropenklimate) über die Subtropen und Mittelbreiten hin zu den Polen (Polarklimate) – wo der niedrige mittlere Sonnenstand zu den geringsten Strahlungssummen und Mitteltemperaturen führt.
- Eine weitere Klassifikationsmethode ist die Modellierung nach der Oberflächengestalt der Erde (der Landmassen und Meeresregionen), die dann charakteristische Beeinflussungsgebiete ergibt. Dazu gehören allgemeine Klimaprofile wie Gebirgsklimate, Meeresklima oder kontinentales Klima. Durch die global herrschenden Passatwinde bis zu den Wendekreisen, die Westwinddrift der mittleren Breiten und die immerwährenden Polarwirbel sind Klimagebiete der Tropen jeweils von Osten, außertropisch vorwiegend von Westen beeinflusst.
- Die dritte Klassifikationsart ist nach ökologischen Aspekten – etwa nach dem Verhältnis von Niederschlag und Verdunstungsrate (Arides und/oder Humides Klima).

Zu allen drei Methodologien gibt es verschiedene Ansätze der Typologisierung, und daraus resultierend auch verschiedene Abgrenzungen verwandter Typen zwischen den einzelnen Systemen.
Aus diesen drei Klassifikationsmethoden lassen sich dann auch einzelne Gebiete für sich charakterisieren (spezielle Klimatypologie, etwa Alpenklima (in Österreich) oder Mittelmeerklima). Das beruht meist auf Überlagerung diverser Klimaklassifikationstypen (Mittelmeerklima des Mittelmeerraumes: Subtropisches marines Klima, sommertrocken und winterfeucht, unter Einfluss des Atlantischen Klimas Europas, des eurasischen Kontintalklimas und des Wüstenklimas Nordafrikas, durch die Wetterscheiden der Gebirge Europas, Vorderasiens und Afrikas beckenförmig isoliert).

## Klassifikationen nach Ursache oder Wirkung

### Genetische Klassifikation
Werden regionale Klimatypen aus globalen Klimafaktoren – insbesondere Strahlungs- oder Wärmebilanzen oder auch vorherrschende Windsysteme, Luftmassen und Fronten – abgeleitet, handelt es sich um eine genetische Klimaklassifikation. Somit steht die Entstehung (Genese) des Klimas im Mittelpunkt und die einzelnen Klimaregionen werden qualitativ aus der Lage im irdischen Klimasystem abgeleitet.
Eine frühe genetische Klimaklassifikation legte Hermann Flohn vor, auf die auch die heute gebräuchlichste Variante von Ernst Neef aufbaut.

### Effektive Klassifikation
Eine effektive Klimaklassifikation ist die Gliederung der Erde in Klimaregionen mit vergleichbaren Klimaten, indem lokal ermittelte Klimaelemente und maßgeblich vom Klima beeinflusste Eigenschaften (z. B. Vegetation, Bodenbeschaffenheit, Wasserhaushalt) verwendet werden. Somit stehen die Wirkungen (Effekte) des Klimas im Mittelpunkt und die einzelnen Klimaregionen werden quantitativ über ähnliche Muster benachbarter Stationen abgeleitet.
Der Abgleich mit weiteren Landschaftsmerkmalen rückt die effektiven Klimaklassifikationen in die Nähe der verschiedenen geozonalen Modelle der Landschaftszonen – insbesondere der Vegetationszonen – mit denen sie eine weitgehende Parallelität aufweisen.
Die bekanntesten sind die Gliederungen von Köppen (eher induktiv), von Geiger weitergeführt, und die Gemeinschaftsarbeit von Troll und Paffen (eher deduktiv).

### Integrative Klassifikation
Integrative Klimaklassifikationen nutzen sowohl Ansätze der genetischen als auch der effektiven Klassifikation und stellen die modernste Methodik dar.
Das bekannteste Beispiel ist die ökophysiologische Klimaklassifikation von Wilhelm Lauer, Daud Rafiqpoor und Peter Frankenberg. Die grundlegende Zonierung in diesem Modell ist genetisch und beruht in erster Linie auf dem tatsächlichen Strahlungshaushalt je nach Breitengrad, während etwa Troll und Paffen die Klimazonen aus der Vegetation abgeleitet und anschließend passende Klimaparameter zur Abgrenzung gesucht haben. Da jedoch für jede Zone unterschiedliche Parameter gelten, ist ihr Modell an dieser Stelle nicht widerspruchsfrei. Die Abgrenzung der regionalen Klimatypen bezieht auch nach der ökophysiologischen Methode wiederum maßgeblich die effektive Vegetation mit ein.